# Hans Bethe
Hans Bethe (alemany: Hans Albrecht Bethe)  (Estrasburg, 2 de juliol de 1906 - Ithaca, 6 de març de 2005) va ser un físic teòric alemany-americà que va fer importants contribucions a la física nuclear, l'astrofísica, l'electrodinàmica quàntica i la física de l'estat sòlid, i que va guanyar el Premi Nobel de Física l'any 1967 pel seu treball sobre la teoria de la nucleosíntesi estel·lar. Durant la major part de la seva carrera, Bethe va ser professor a la Universitat de Cornell.

## Biografia

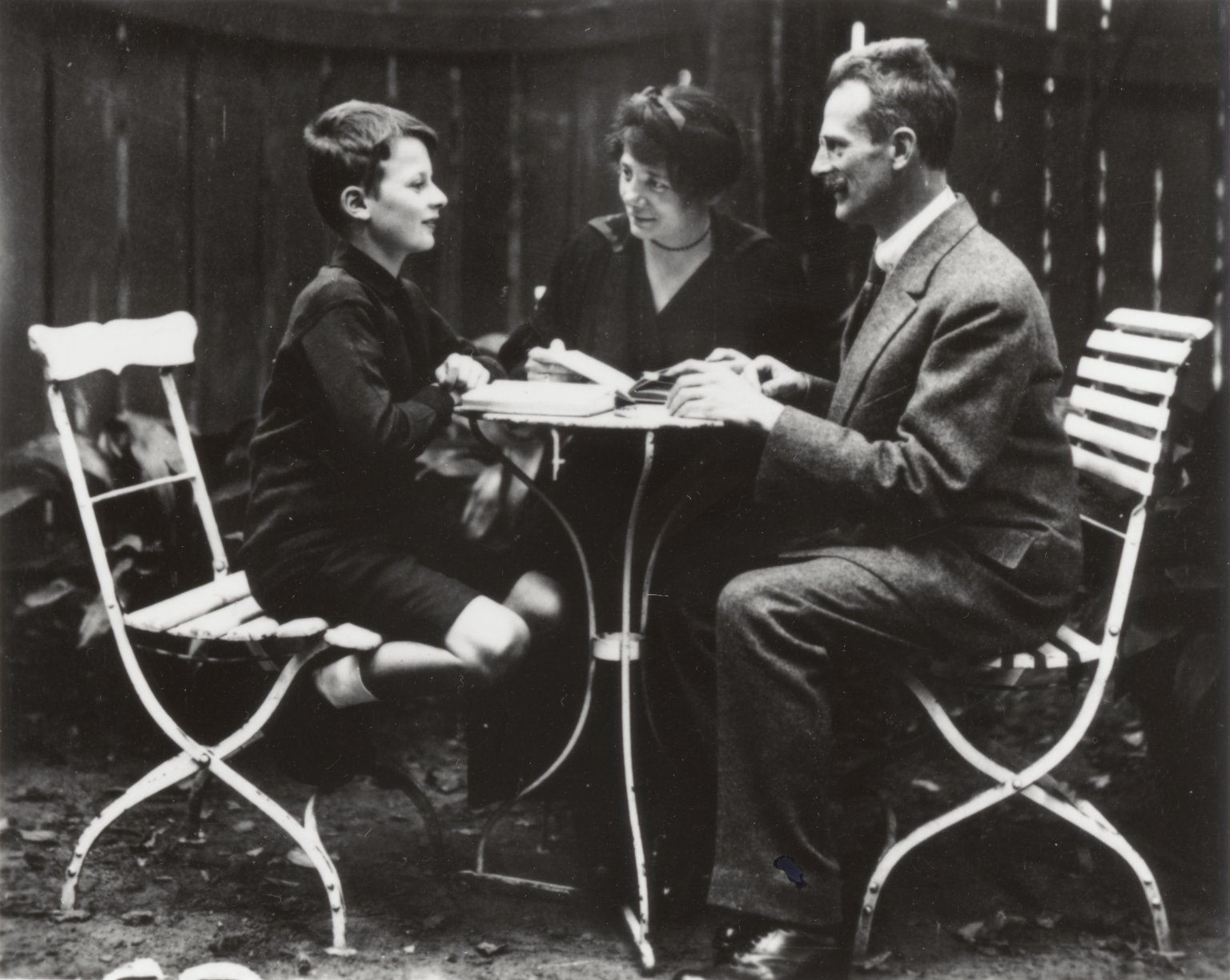
Hans Bethe, de 12 anys, amb els seus pares

Va néixer el 2 de juliol 1906 a la ciutat d'Estrasburg, ciutat situada a la regió d'Alsàcia quan aquesta formava part de l'imperi Alemany. Va ser l’únic fill d'Anna (cognom de soltera «Kuhn») i Albrecht Bethe, un professor associat de fisiologia a la Universitat d'Estrasburg. Encara que la seva mare, filla d'un professor de la Universitat d'Estrasburg, tenia un origen jueu, Bethe es va criar protestant com el seu pare i es va convertir en ateu més tard.
El seu pare va acceptar un lloc com a professor i director de l'Institut de Fisiologia de la Universitat de Kiel el 1912, i la família es va traslladar a l'apartament del director de l'institut. Inicialment, va ser escolaritzat de manera privada per un professor professional formant part d'un grup de vuit noies i nois. La família es va traslladar de nou el 1915 quan el seu pare es va convertir en el cap del nou Institut de Fisiologia de la Universitat de Frankfurt del Main.
Bethe va anar al Goethe-Gymnasium a Frankfurt, Alemanya. La seva educació es va interrompre el 1916, quan va contreure una tuberculosi, i va ser enviat a Bad Kreuznach per recuperar-se. El 1917, s'havia recuperat prou per assistir a la Realschule local i l'any següent, va ser enviat a l’Odenwaldschule, un internat privat i coeducatiu. Va assistir al Goethe-Gymnasium de nou per als seus últims tres anys d'escola secundària, de 1922 a 1924.
Havent passat el seu Abitur, Bethe va ingressar a la Universitat de Frankfurt el 1924. Va decidir estudiar química. L'ensenyament de la física era pobre, i encara que hi havia matemàtics distingits a Frankfurt com Carl Ludwig Siegel i Otto Szász, a Bethe no li agradaven els seus enfocaments, que presentaven les matemàtiques sense fer referència a les altres ciències. Bethe va trobar que era un experimentador pobre que va destruir la seva bata de laboratori vessant-hi àcid sulfúric, però va trobar més interessant la física avançada ensenyada pel professor associat, Walter Gerlach. Gerlach va marxar el 1925 i va ser substituït per Karl Meissner, qui va aconsellar a Bethe que anava a una universitat amb una escola de física teòrica millor, concretament a la Universitat de Múnic, on podria estudiar amb Arnold Sommerfeld.
Bethe va ingressar a la Universitat de Múnic l'abril de 1926, on Sommerfeld el va acceptar com a estudiant per recomanació de Meissner. Sommerfeld va ensenyar un curs avançat sobre equacions diferencials en física, que Bethe va gaudir. Com que era un erudit tan reconegut, Sommerfeld rebia amb freqüència còpies anticipades d'articles científics, que posava per discutir en seminaris setmanals a la nit. Quan Bethe va arribar, Sommerfeld acabava de rebre els documents d’Erwin Schrödinger sobre mecànica ondulatòria.
Per a la seva tesi doctoral, Sommerfeld va suggerir que Bethe examinés la difracció d'electrons en cristalls. Com a punt de partida, Sommerfeld va suggerir l'article de 1914 de Paul Ewald sobre la difracció de raigs X en els cristalls. Més tard, Bethe va recordar que es va tornar massa ambiciós i, a la recerca d'una major precisió, els seus càlculs es van complicar innecessàriament. Quan va conèixer Wolfgang Pauli per primera vegada, Pauli li va dir: «Després dels contes de Sommerfeld sobre tu, m'esperava molt més de tu que la teva tesi». «Suposo que venint de Pauli», va recordar més tard Bethe, «va ser un compliment».

## Vida personal

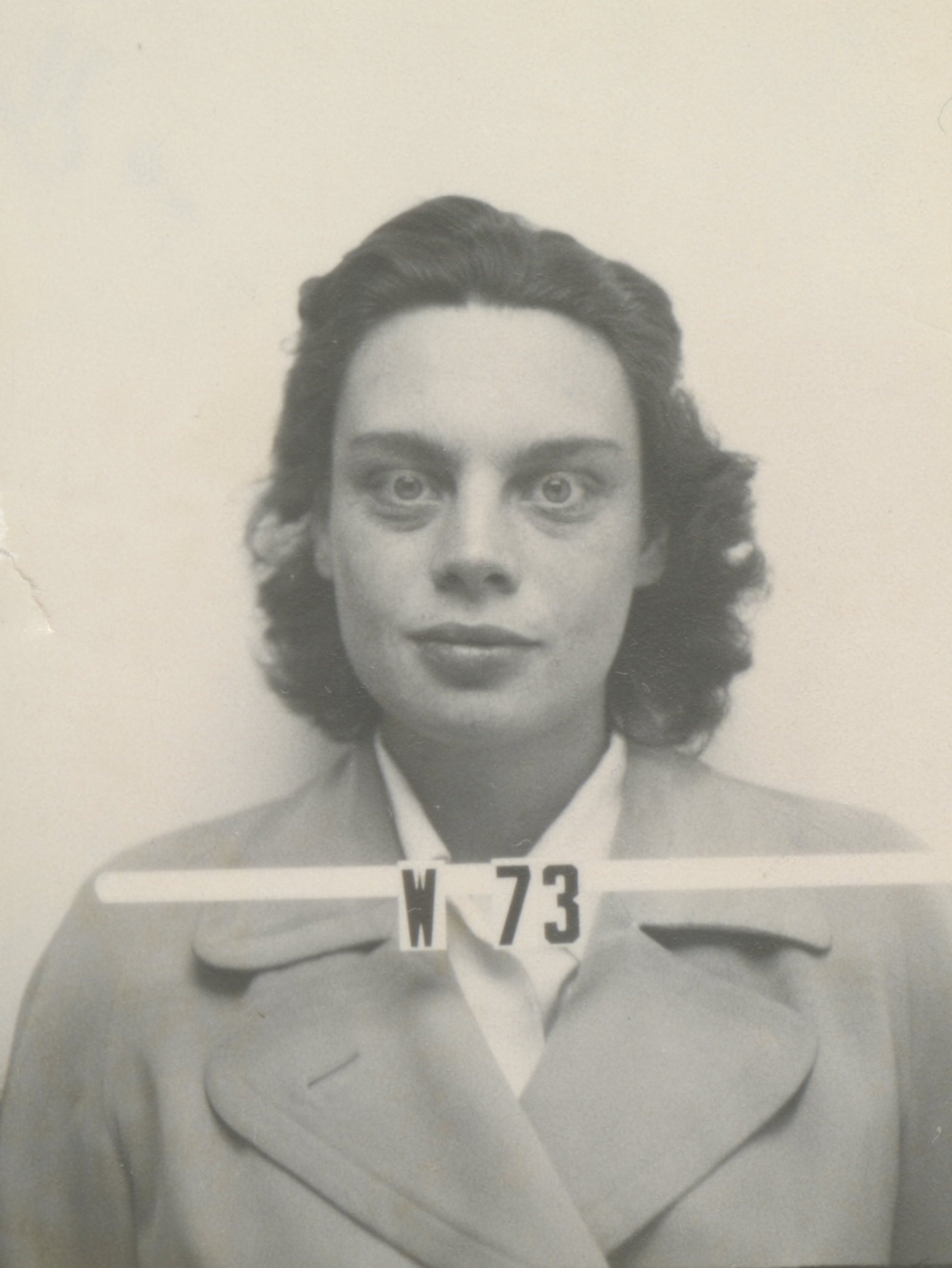
Insígnia de Rose Bethe Los Alamos

Les aficions de Bethe incloïen la passió per la col·lecció de segells. Li agradava l'aire lliure i va ser un excursionista entusiasta durant tota la seva vida, explorant els Alps i les Muntanyes Rocoses. Va morir a casa seva a Ithaca, Nova York, el 6 de març de 2005, d'insuficiència cardíaca congestiva. Li van sobreviure la seva dona, Rose Ewald Bethe, i els seus dos fills. En el moment de la seva mort, era el professor emèrit de física John Wendell Anderson a la Universitat de Cornell.
Bethe morí el 6 de març de l'any 2005 a la seva residència de Nova York, als 99 anys.

## Recerca científica
Va abandonar Alemanya a l'accedir Adolf Hitler al poder, instal·lant-se el 1933 a la Universitat de Bristol al Regne Unit on treballà al costat de Rudolf Peierls investigant al voltant del deuteri. El 1935 ingressà a la Universitat de Cornell als Estats Units com a professor de física, on realitzà investigacions al voltant de les reaccions nuclears, el cicle carboni-oxigen-nitrogen i el càlcul de l'efecte Lamb combinant la relativitat i la mecànica quàntica. El 1938 va trobar el mecanisme de les reaccions nuclears, conegut com el cicle de Bethe o del carboni, que explica com les estrelles produeixen la seva energia. Bethe s'adonà que, per entendre com es realitza la fusió del nucli d'hidrogen a l'interior del Sol, és necessari considerar que el carboni actua com a catalitzador.

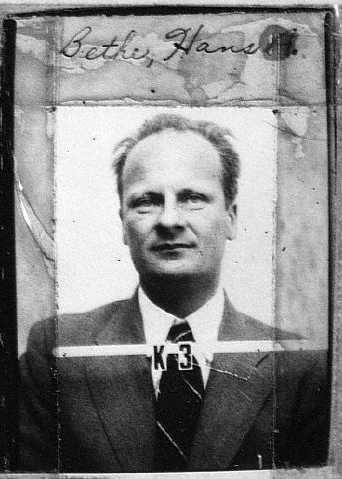
Credencial acreditativa de Bethe a l'Observatori de Los Alamos.

Durant la Segona Guerra Mundial va ser el director la divisió teòrica al laboratori secret de Los Alamos (Nou Mèxic) i participà en el desenvolupament de la primera bomba atòmica, l'anomenat Projecte Manhattan. Convidat per Robert Oppenheimer va dirigir un conjunt molt selecte de científics que incloïa a físics com John von Neumann o Richard Feynman.
El seu equip va treballar en la fabricació de la massa crítica necessària d'urani 235 necessària per a produir una reacció de fissió nuclear capaç de produir l'explosió d'una bomba atòmica. Després de la guerra Bethe va passar a ser un activista a favor del desarmament i, en particular, del control nuclear, sent un dels principals impulsors de la signatura dels Acords SALT l'any 1972, realitzada a Hèlsinki.
Els seus èxits li permeteren arribar a ser president de la Societat Americana de Física l'any 1954. L'any 1967 fou guardonat amb el Premi Nobel de Física “per les seves contribucions a la teoria nuclear, especialment en el descobriment de la producció energètica en les estrelles”.

## Confirmació de les seves teories
Gràcies a la seva longevitat Bethe va poder tenir la satisfacció d'assistir a la comprovació de les seves idees sobre la producció d'energia per les estrelles, comprovació realitzada els primers anys del segle xxi gràcies a la resolució del problema dels neutrins procedents del centre del Sol.
La confirmació del model de funcionament de l'interior del Sol i la conclusió que el nombre de neutrins produïts en aquest són els que estan implicats en les reaccions nuclears. Durant molts anys no es van detectar els neutrins necessaris sinó solament un terç, el que va fer fins i tot dubtar del model solar. Però gràcies al detector Sudbury Neutrino Observatory, situat al Canadà, es pogué comprovar com els neutrins es produïxen en la quantitat prevista però en el viatge a la Terra els neutrins electrònics, que són els que es detectaven, es transformen en neutrins muònics i neutrins tauònics exactament com cal perquè la velocitat de producció sigui la prevista pels models teòrics (són les anomenades oscil·lacions dels neutrins).

## Reconeixements
En honor seu s'anomenà l'asteroide (30828) Bethe, descobert el 12 d'octubre de 1990 per Freimut Börngen i Lutz D. Schmadel.

## Publicacions seleccionades
- Bethe, H. A. "Theory of High Frequency Rectification by Silicon Crystals", Massachusetts Institute of Technology (MIT) Radiation Laboratory, Departament d'Energia dels Estats Units (a través de l'agència predecessora la Comissió d'Energia Atòmica), (29 d'octubre de 1942).
- Bethe, H. A. "Theoretical Estimate of Maximum Possible Nuclear Explosion", Knolls Atomic Power Laboratory-Schenectady, N.Y., Departament d'Energia dels Estats Units (a través de l'agència predecessora la Comissió d'Energia Atòmica), (31 de gener de 1950).
- Bethe, H. A.; Rajaraman, R. "Three-body Problem in Nuclear Matter", University of Southern California-Los Angeles, Departament d'Energia dels Estats Units (a través de l'agència predecessora la Comissió d'Energia Atòmica), (1967).
- Bethe, H. A. "Note on Inverse Bremsstrahlung in a Strong Electromagnetic Field", Los Alamos National Laboratory (LANL), Departament d'Energia dels Estats Units (a través de l'agència predecessora la Comissió d'Energia Atòmica), (setembre de 1972).
- Bethe, H. A. "Pauli Principle and Pion Scattering", Los Alamos National Laboratory (LANL), Departament d'Energia dels Estats Units (a través de l'agència predecessora la Comissió d'Energia Atòmica), (octubre de 1972).
- Bethe, H. A. "Fusion Hybrid Reactor", Sandia National Laboratories, Departament d'Energia dels Estats Units, (Agost 1981).